# Marea alta (película)
 Marea alta  es una película de Argentina filmada en colores dirigida por Verónica Chen sobre su propio guion que se exhibió por primera vez al público en el Festival de Cine de Sundance de 2020 y después se estrenó comercialmente en mayo de 2020 y tuvo como actores principales a  Gloria Carrá y  Jorge Sesán.

## Sinopsis
Laura seduce a Weismar, quien dirige una construcción  en su casa de la playa, pero los otros dos trabajadores se enteran y comienzan a actuar de manera acosadora. Laura se recluye en la seguridad de su hogar, empieza a abusar del alcohol y no responde a las llamadas de su marido mientras espera el regreso de su amante.

## Reparto
Participaron del filme los siguientes intérpretes:
- Gloria Carrá…Laura
- Jorge Sesán...	Weisman
- Cristian Salguero...	Toto
- Mariana Chaud...	Ana
- Héctor Bordoni	...	Hueso

## Comentarios
Nicolás Bianchi en el sitio elgolocine opinó:

”El trazo grueso e incluso grosero con el que está delineado el conflicto … provocan que la película, más que denunciar desigualdades y diferencias, incurra, quizás sin intención, en actitudes discriminatorias…no es una película que den ganas de levantarse y dejar de verla, pero sí es una obra que deja un regusto agrio y la sensación de que el núcleo de lo visto no está bien construido desde lo argumental.… A pesar de lo señalado, la película tiene una presentación visual atractiva, unas tomas precisas de la casa moderna con sus ventanales que a veces funcionan como lugar seguro o prisión para Laura, y una escena lograda de una caminata por la playa en la que la protagonista se cruza con un pescado muerto en descomposición que la marea arrojó a la playa, y que funciona como anticipo visual, siembra lo podrido, aunque lamentablemente luego, lo podrido se adueña de todo.

Jessica Kiang en Variety escribió:

”Las motivaciones de "Marea alta" demuestran que no son solo los valores progresistas los que pueden ser interseccionales; en algunos lugares sus opuestos - preferencias de clase, el sexismo y la intolerancia- coexisten, se complementan y compiten con aquellos…. Para cuando el drama… llega a su giro final ligeramente increíble, que repentinamente aumenta la presión arterial de esta película que de otro modo sería hipotensiva, es difícil saber si leerlo como un triunfo perverso o como una perversa tragedia.”

## Nominaciones y premios
Festival de Cine de Miami 2020
- Nominada al Premio a la Mejor Película en la competición HBO de cine iberoamericano
- Verónica Chen nominada al Premio Knight Marimbas

Festival Internacional de Cine Sitges – Catalonian 2020
- Ganadora del Premio Blood Window  al Mejor Largometraje iberoamericano
- Nominada al Premio Nuevas Visiones a la Mejor Película

Festival de Cine Splat!  2020
- Nominada al Premio del Público a la Mejor Película
- Verónica Chen nominada al Premio Final Girl

Festival de Cine de Sundance  2020
- Nominada al Gran Premio del Jurado de Cine universal para películas dramáticas.